# Toulenne
Toulenne ist eine französische Gemeinde mit 2860 Einwohnern (Stand 1. Januar 2022) am linken Ufer der Garonne im Département Gironde in der Region Nouvelle-Aquitaine. Die Nachbargemeinden sind Verdelais im Norden, Saint-Maixant im Nordosten, Langon im Südosten, Fargues im Südwesten und Preignac im Nordwesten. Die Bewohner nennen sich „Toulennais“.
Der nächste Bahnhof befindet sich in Langon, an der Eisenbahnlinie Bordeaux-Sète der SNCF.

## Bevölkerungsentwicklung
| Jahr      | 1962 | 1968 | 1975 | 1982 | 1990 | 1999 | 2007 | 2017 |
| --------- | ---- | ---- | ---- | ---- | ---- | ---- | ---- | ---- |
| Einwohner | 800  | 1046 | 1104 | 1743 | 1839 | 1994 | 2486 | 2640 |

## Sehenswürdigkeiten

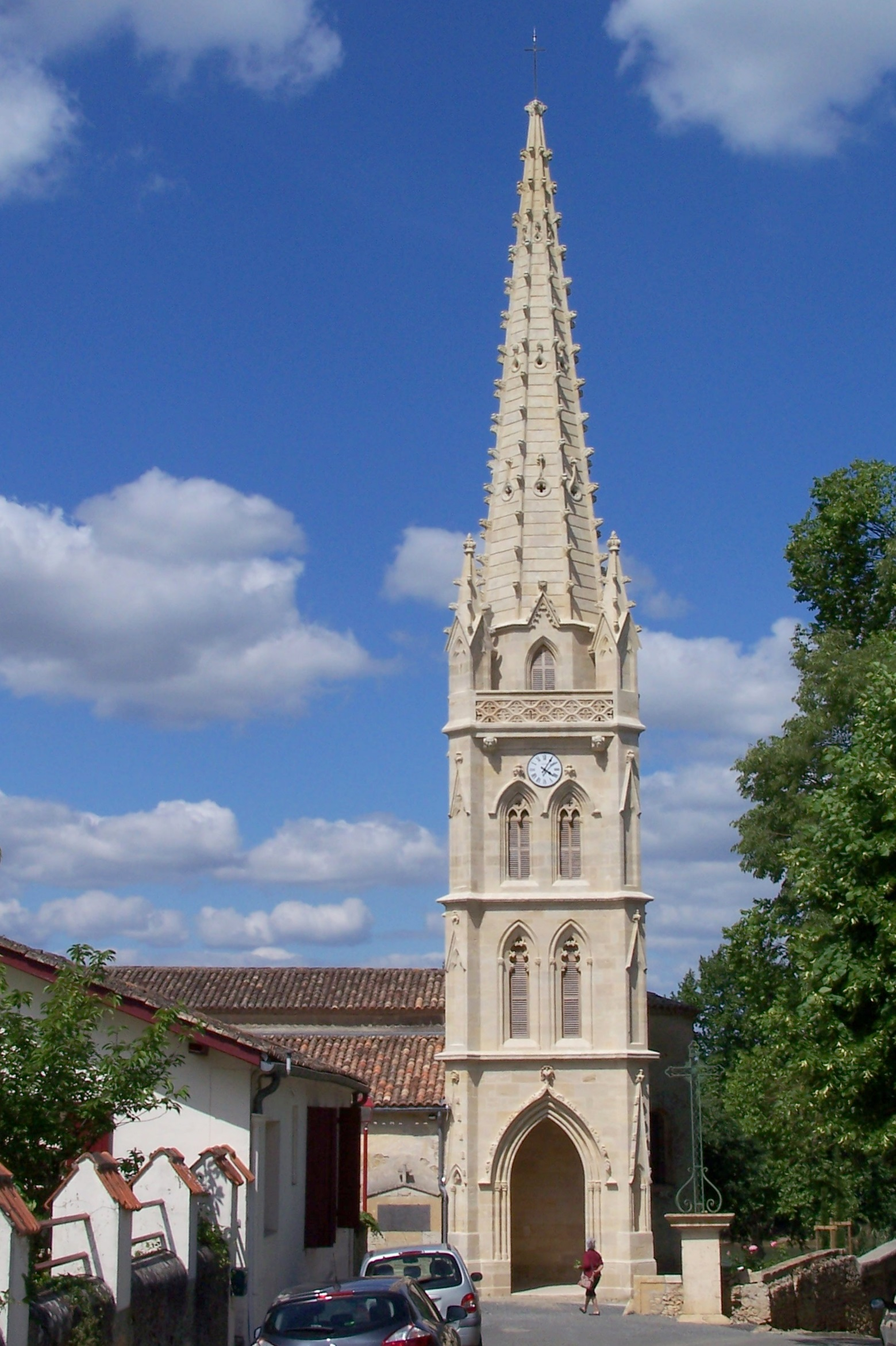
Kirche Saint-Saturnin

- Kirche Saint-Saturnin (siehe auch: Liste der Monuments historiques in Toulenne)